# Musée national de Saint-Christophe-et-Niévès
Le musée national de Saint-Christophe-et-Niévès est un musée situé à Basseterre, sur l'île de Saint-Christophe, à Saint-Christophe-et-Niévès.

## Historique
Le musée national de Saint-Christophe-et-Niévès a été construit, au préalable, comme immeuble du Trésor en 1894. Le Trésor a déménagé en 1996. Le musée a été ouvert en 2002.

## Situation géographique
Le musée national de Saint-Christophe-et-Niévès se trouvait autrefois au sud de l’île de Saint-Christophe, face à la baie de Basseterre.

## Expositions
Le musée présente la culture et le patrimoine de Saint-Christophe-et-Niévès.